# تماسيح أولية
التماسيح الأولية (الاسم العلمي: †Proterosuchidae) هي مجموعة شبه عرقية منقرض من الزواحف شبيهة الأركوصورات القاعدية التي من وجدت أحافيرها من البرمي المتأخر والثلاثي المبكر في أوروبا وآسيا وأفريقيا وأستراليا وربما أمريكا الجنوبية. يأتي الاسم من اليونانية πρότερο- ("أولي أو بدائي") و σοῦχος ("تمساح").